# Shaaban Bin Robert
Shaaban Bin Robert (ur. 1 stycznia 1909, zm. 20 czerwca 1962) – tanganicki (tanzański) pisarz, poeta i eseista, urzędnik administracji kolonialnej, najwybitniejszy twórca współczesnej literatury suahili (nazywany "ojcem suahili").